# Blatta
Blatta (del llatí blatta, "panerola") és un gènere d'insectes blatodeus de la família Blattidae. Inclou l'espècie Blatta orientalis, una de les paneroles domèstiques més comunes i esteses a tot el món.